# Polycelis bilinearis
Polycelis bilinearis is een platworm (Platyhelminthes). De worm is tweeslachtig. De soort leeft in of nabij zoet water.
De platworm werd aanvankelijk tot de familie Planariidae gerekend. Sommige auteurs betwijfelen die positie. Kenk plaatst de soort in zijn index van 1974 in de familie Geoplanidae ("Terricola"). In dat geval zou de soort niet in het geslacht Polycelis thuishoren. De wetenschappelijke naam van de soort werd voor het eerst geldig gepubliceerd in 1850 door Diesing.